# Saskia Webber
Saskia Webber, född den 13 juni 1971 i Princeton, New Jersey, är en amerikansk fotbollsspelare.
Hon tog OS-guld i damernas turnering i samband med de olympiska fotbollstävlingarna 1996 i Atlanta.